# Никифоров, Игорь Яковлевич

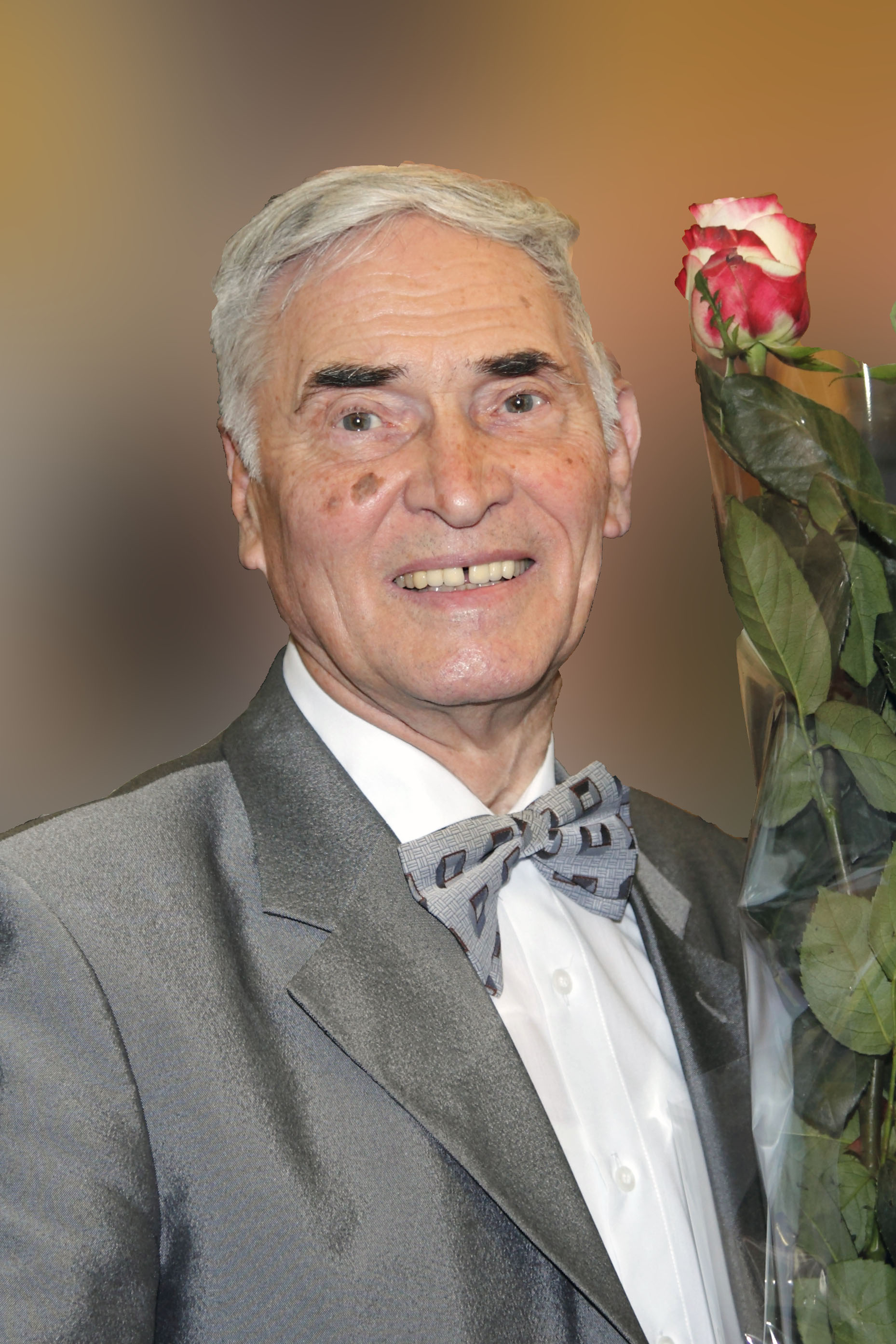
профессор,
доктор физико-математических наук
Игорь Яковлевич Никифоров

Игорь Яковлевич Никифоров (23 октября 1930 года, Ростов-на-Дону - 29 марта 2016 года) - профессор, доктор физико-математических наук. 

## Биография
Мать - Нина Ивановна Никифорова (Черная), отец - Яков Яковлевич Никифоров,участник ВОВ, дед - Черный Иоанн Иоаннович, настоятель Покровской церкви Ростовских-на-Дону Торговых школ.
В 1954 году с отличием закончил физмат Ростовского госуниверситета и был направлен на работу в Таганрогский радиотехнический институт, откуда через 2 года перешёл в Ростовский институт сельхозмашиностроения. Ректор РИСХМ’а  Л.В.Красниченко направил И.Я. Никифорова в аспирантуру РГУ, где он, интенсивно занимаясь экспериментальными исследованиями в области рентгеновской спектроскопии и теоретическими исследованиями электронной структуры твёрдых тел, защитил кандидатскую и докторскую диссертации по специальности «Физика твёрдого тела». После присвоения ему степени доктора ф.м.наук он вернулся в 1986 г. Из РГУ обратно на работу в РИСХМ сначала заведующим кафедрой Физики, а спустя 10 лет – профессором этой кафедры.
Игорь Яковлевич Никифоров был первым в СССР, кто начал проводить квантово-механические расчёты электронной структуры металлов, сплавов, а затем и полупроводников. Им был разработан метод расчёта зонной структуры металлов и сплавов, получивший название «Метод локального когерентного потенциала, основанного на приближении многократного рассеяния». Были созданы соответствующие компьютерные программы.
И.Я.Никифоров дважды проходил стажировку в Швеции (в 1963-64 уч.г. и двухмесячную в 1994 г.). В 1997 году он проходил стажировку в МГУ по ядерной физике. В Швеции Игорь Яковлевич участвовал в наладке первого прецизионного электронного спектрометра под руководством проф. Кая Зигбана, который за эти исследования получил Нобелевскую премию.

## Научный вклад
Никифоровым были разработаны многокристальные рентгеновские спектрометры (коротковолновый и вакуумный), на которых были произведены многочисленные исследования кристаллов. Особенно интересными были исследования степени совершенства органических кристаллов, выращенных в институте кристаллографии АН СССР, которые были использованы для космических исследований.
Игорь Яковлевич Никифоров много занимался как теоретическими, так и экспериментальными исследованиями в области рентгеновской электронной спектроскопии. Здесь следует отметить исследования  сплавов с памятью формы, проведённые им в Швеции. Образцы этих сплавов были изготовлены в РИСХМ’е в лаборатории проф. А.А. Чулариса. Важные результаты были получены на компактных электронных спектрометрах, разработанных  И.Я. Никифоровым по заданию Института геофизики АН СССР, при ракетных исследованиях распределения электронов по энергиям в верхних слоях атмосферы Земли.
В течение 30 лет Игорь Яковлевич работал в реферативном журнале «Физика», для которого им было написано более 2000 рефератов статей иностранных журналов. Здесь сыграло роль знание им иностранных языков (английский, немецкий, французский).
О научной деятельности И.Я. Никифорова можно судить по большому количеству публикаций (более 240), среди которых выделяется его монография «Взаимодействие рентгеновского излучения с веществом» (480 стр), опубликованная в ДГТУ в 2011 году. За свою долгую научно-педагогическую деятельность им было подготовлено 15 кандидатов физико-математических наук и два доктора (проф. Лаврентьев А.А. и проф. Ильясов В.В.).

## Преподавание
Как лектор Игорь Яковлевич Никифоров ещё в РГУ читал курсы квантовой механики и ядерной физики. В ДГТУ он читал курсы Физики, Квантовой механики, Концепции современного естествознания. В течение пяти лет им читался курс «История и методология науки для магистрантов и аспирантов». В качестве пособия к этому курсу Никифоров опубликовал в 2009 году в издательстве «Феникс» книгу «Творцы физических наук» (445 с.)
Никифоров И.Я. выезжал с чтением лекций по квантовой физике твёрдого тела и квантовой механике в Бирму (теперь Мьянма) и Индию, в Лейпцигский и Дрезденский университеты.

## Научно-организационная деятельность
В течение многих лет Никифоров был постоянным членом докторских диссертационных советов в Институте физики ЮФУ по специальности Физика конденсированного состояния и в ДГТУ по материаловедению.
Умер Игорь Яковлевич Никифоров в Ростове-на-Дону 29 марта 2016 года.

## Из библиографии
по основной специальности
- Никифоров, Игорь Яковлевич. Рентгеноспектральное исследование распределения электронных состояний по энергиям металлов переходной группы железа : дис. ... канд. физ.-матем. наук : 01.00.00. - Ростов-на-Дону, 1966. - 194 с.
- Никифоров, Игорь Яковлевич. Электронная структура твердых тел и её исследование на многокристальных рентгеновских спектрометрах : дис. ... докт. физ.-матем. наук : 01.04.07. - Ростов-на-Дону, 1982. - 357 с.

учебные пособия
- Взаимодействие рентгеновского излучения с веществом : учеб. пос. / И. Я. Никифоров ; Донской гос. техн. ун-т". - Ростов-на-Дону : Изд. центр ДГТУ, 2011. - 480 с.

по истории наук и культуры
Игорь Яковлевич был широкообразованным учёным, в круг его интересов входили: философия, экономика, поэзия, музыка, изобразительное искусство, спорт. 
Он опубликовал книги: 
- "Хронологические таблицы по истории культуры XIX века" (337 с.,1992 г.),
- "Творцы экономических наук" (1994 г.),
- "Мыслители, творцы философии" в трёх томах (I - 275 с., 2005г.; II - 287 с., 200 8г.; III - 280 с., 2009г.),
- книги по французской (3 книги) и английской поэзии.